# Houssem Aouar
Houssem-Eddine Chaâbane Aouar (Lyon, 30 juni 1998) is een Frans-Algerijns voetballer die doorgaans speelt als middenvelder. In juli 2024 verruilde hij AS Roma voor Al-Ittihad. Aouar maakte in 2020 zijn debuut in het Frans voetbalelftal en in 2023 in het Algerijns voetbalelftal.

## Clubcarrière
Aouar speelde in de jeugd van AC De Villeurbanne, die hij 2009 verruilde voor de jeugdopleiding van Olympique Lyon. Nadat hij die doorliep, werd hij in de zomer van 2016 opgenomen in de selectie van het eerste elftal van de club. Aouar maakte op 16 februari 2017 zijn profdebuut, toen in de heenwedstrijd van de eerste knockout-ronde in het toernooi om de Europa League met 1–4 gewonnen werd op bezoek bij AZ. Lucas Tousart en Jordan Ferri scoorden en Alexandre Lacazette deed dat tweemaal. De tegentreffer kwam van Alireza Jahanbakhsh. Aouar moest van coach Bruno Génésio op de bank beginnen. Zes minuten voor het einde van de wedstrijd verving hij Sergi Darder. Ook in de terugwedstrijd mocht hij invallen. Na drieënzestig minuten kwam hij erin voor Maxwel Cornet, die de 2–0 had gemaakt. Op het moment van de wissel stond het 4–1, want ook Nabil Fekir (tweemaal), Darder en AZ-speler Levi García hadden gescoord. Fekir maakte hierna nog zijn derde, waarna het aan Aouar was om voor de zesde treffer van Lyon te tekenen. De laatste treffer kwam op naam van Mouctar Diakhaby, die er 7–1 van maakte. In de zomer van 2018 verlengde Aouar zijn verbintenis bij Lyon met drie seizoenen tot medio 2023.
In juni 2023, net voor het aflopen van zijn verbintenis bij Lyon, tekende Aouar een voorcontract voor vijf seizoenen bij AS Roma. Tijdens het seizoen 2023/24 pendelde de middenvelder tussen bank en basis bij AS Roma. Daarop vertrok hij uit de Italiaanse hoofdstad; voor een bedrag van circa twaalf miljoen euro verkaste Aouar naar Al-Ittihad, dat hem een contract voor vier seizoenen liet tekenen.

## Clubstatistieken
| Seizoen | Club           | Competitie | Competitie | Competitie | Beker | Beker | Internationaal | Internationaal | Totaal | Totaal |
| Seizoen | Club           | Competitie | Wed.       | Dlp.       | Wed.  | Dlp.  | Wed.           | Dlp.           | Wed.   | Dlp.   |
| ------- | -------------- | ---------- | ---------- | ---------- | ----- | ----- | -------------- | -------------- | ------ | ------ |
| 2016/17 | Olympique Lyon | Ligue 1    | 3          | 0          | 0     | 0     | 2              | 1              | 5      | 1      |
| 2017/18 | Olympique Lyon | Ligue 1    | 32         | 6          | 4     | 0     | 8              | 1              | 44     | 7      |
| 2018/19 | Olympique Lyon | Ligue 1    | 37         | 7          | 3     | 0     | 7              | 0              | 47     | 7      |
| 2019/20 | Olympique Lyon | Ligue 1    | 25         | 3          | 7     | 5     | 5              | 1              | 37     | 9      |
| 2020/21 | Olympique Lyon | Ligue 1    | 30         | 7          | 3     | 1     | —              | —              | 33     | 8      |
| 2021/22 | Olympique Lyon | Ligue 1    | 36         | 6          | 0     | 0     | 9              | 2              | 45     | 8      |
| 2022/23 | Olympique Lyon | Ligue 1    | 16         | 1          | 2     | 0     | —              | —              | 18     | 1      |
| 2023/24 | AS Roma        | Serie A    | 16         | 4          | 0     | 0     | 9              | 0              | 25     | 4      |
| 2024/25 | Al-Ittihad     | Pro League | 0          | 0          | 0     | 0     | —              | —              | 0      | 0      |
| Totaal  | Totaal         | Totaal     | 195        | 34         | 19    | 6     | 40             | 5              | 254    | 45     |

Bijgewerkt op 26 juli 2024.

## Interlandcarrière
Aouar speelde één wedstrijd in Frankrijk –17. Hij nam met Frankrijk –21 deel aan het EK –21 van 2019. Hij maakte zijn debuut in het Frans voetbalelftal op 7 oktober 2020, toen een vriendschappelijke wedstrijd gespeeld werd tegen Oekraïne. Door doelpunten van Eduardo Camavinga, Olivier Giroud (tweemaal), Vitalij Mykolenko (eigen doelpunt), Corentin Tolisso, Kylian Mbappé en Antoine Griezmann en een tegentreffer van Viktor Tsyhankov won Frankrijk het duel met 7–1. Aouar mocht van bondscoach Didier Deschamps in de basisopstelling beginnen en hij werd negentien minuten na rust gewisseld ten faveure van Paul Pogba. De andere Franse debutant dit duel was Mike Maignan (Lille OSC).
In januari 2023 besloot Aouar om voortaan zijn interlands te gaan spelen voor Algerije. Zijn debuut maakte hij op 18 juni 2023, toen een kwalificatiewedstrijd voor het AK 2023 gespeeld werd tegen Oeganda. Namens dat land scoorde Fahad Bayo, maar door twee Algerijnse treffers van Mohamed Amoura won Algerije met 1–2. Aouar moest van bondscoach Djamel Belmadi op de reservebank beginnen en hij viel twintig minuten na rust in voor Himad Abdelli. De andere Algerijnse debutanten dit duel waren Zineddine Belaïd, Aymen Mahious (beiden USM Alger) en Abdelli (Angers). Zijn eerste doelpunten in de Algerijnse ploeg maakte Aouar op 12 oktober 2023, tijdens zijn derde interland. Tegen Kaapverdië maakte hij op aangeven van Youcef Atal en Islam Slimani twee doelpunten voor rust. Uiteindelijk won Algerije het duel met 5–1.
Aouar werd in december 2023 opgenomen in de Algerijnse selectie van Belmadi voor het uitgestelde Afrikaans kampioenschap 2023. Algerije werd in de groepsfase uitgeschakeld na gelijke spelen tegen Angola (1–1) en Burkina Faso (2–2) en een nederlaag tegen Mauritanië (1–0). Aouar speelde tegen Angola en Mauritanië. Zijn toenmalige clubgenoot Evan N'Dicka (Ivoorkust) was ook actief op het toernooi.
| Interlands van Houssem Aouar voor Frankrijk en Algerije | Interlands van Houssem Aouar voor Frankrijk en Algerije | Interlands van Houssem Aouar voor Frankrijk en Algerije | Interlands van Houssem Aouar voor Frankrijk en Algerije | Interlands van Houssem Aouar voor Frankrijk en Algerije | Interlands van Houssem Aouar voor Frankrijk en Algerije |
| №                                                       | Datum                                                   | Wedstrijd                                               | Uitslag                                                 | Competitie                                              | Goals                                                   |
| Voor Frankrijk                                          | Voor Frankrijk                                          | Voor Frankrijk                                          | Voor Frankrijk                                          | Voor Frankrijk                                          | Voor Frankrijk                                          |
| Als speler bij Olympique Lyon                           | Als speler bij Olympique Lyon                           | Als speler bij Olympique Lyon                           | Als speler bij Olympique Lyon                           | Als speler bij Olympique Lyon                           | Als speler bij Olympique Lyon                           |
| ------------------------------------------------------- | ------------------------------------------------------- | ------------------------------------------------------- | ------------------------------------------------------- | ------------------------------------------------------- | ------------------------------------------------------- |
| 1                                                       | 7 oktober 2020                                          | Frankrijk – Oekraïne                                    | 7 – 1                                                   | Vriendschappelijk                                       |                                                         |
| Voor Algerije                                           |                                                         |                                                         |                                                         |                                                         |                                                         |
| 1                                                       | 18 juni 2023                                            | Oeganda – Algerije                                      | 1 – 2                                                   | AK 2023 kwalificatie                                    |                                                         |
| 2                                                       | 20 juni 2023                                            | Algerije – Tunesië                                      | 1 – 1                                                   | Vriendschappelijk                                       |                                                         |
| Als speler bij AS Roma                                  |                                                         |                                                         |                                                         |                                                         |                                                         |
| 3                                                       | 12 oktober 2023                                         | Algerije – Kaapverdië                                   | 5 – 1                                                   | Vriendschappelijk                                       | 39', 41'                                                |
| 4                                                       | 16 oktober 2023                                         | Egypte – Algerije                                       | 1 – 1                                                   | Vriendschappelijk                                       |                                                         |
| 5                                                       | 16 november 2023                                        | Algerije – Somalië                                      | 3 – 1                                                   | WK 2026 kwalificatie                                    |                                                         |
| 6                                                       | 5 januari 2024                                          | Togo – Algerije                                         | 0 – 3                                                   | Vriendschappelijk                                       |                                                         |
| 7                                                       | 9 januari 2024                                          | Burkina Faso – Algerije                                 | 0 – 4                                                   | Vriendschappelijk                                       |                                                         |
| 8                                                       | 15 januari 2024                                         | Algerije – Angola                                       | 1 – 1                                                   | AK 2023                                                 |                                                         |
| 9                                                       | 23 januari 2024                                         | Mauritanië – Algerije                                   | 1 – 0                                                   | AK 2023                                                 |                                                         |
| 10                                                      | 26 maart 2024                                           | Algerije – Zuid-Afrika                                  | 3 – 3                                                   | Vriendschappelijk                                       |                                                         |
| 11                                                      | 10 juni 2024                                            | Oeganda – Algerije                                      | 1 – 2                                                   | WK 2026 kwalificatie                                    | 46'                                                     |

Bijgewerkt op 26 juli 2024.